# Antoine Bernède
Antoine Bernède (París, 26 de mayo de 1999) es un futbolista francés que juega en la demarcación de centrocampista para el Hellas Verona F. C. de la Serie A.

## Trayectoria
Tras empezar a formarse como futbolista en las filas inferiores del FC Solitaires Paris-Est, tras cinco años se marchó a la disciplina del Paris Saint-Germain. Cuatro años después ya empezó a jugar en el segundo equipo. Finalmente hizo su debut con el primer equipo el 4 de agosto de 2018 en la Supercopa de Francia 2018 contra el AS Mónaco, sustituyendo a Thiago Silva en el minuto 74, en un partido que finalizó con un resultado de 4-0 a favor del conjunto parisino. El 12 de agosto hizo su debut en la Ligue 1 contra el S. M. Caen. El 6 de febrero de 2019 se marchó traspasado por tres millones de euros al Red Bull Salzburgo.
El 9 de enero de 2023, tras más de sesenta partidos jugados en Austria, fue cedido al F. C. Lausana-Sport suizo hasta final de temporada. Posteriormente siguió en el club y, después de disputar 75 encuentros y marcar cinco goles, el 4 de febrero de 2025 se marchó prestado al Hellas Verona F. C.

## Estadísticas

### Clubes
Actualizado al último partido disputado en 25 de mayo de 2025.
| Club                              | Div.          | Temporada     | Liga  | Liga  | Copas nacionales | Copas nacionales | Copas internacionales | Copas internacionales | Total | Total |
| Club                              | Div.          | Temporada     | Part. | Goles | Part.            | Goles            | Part.                 | Goles                 | Part. | Goles |
| --------------------------------- | ------------- | ------------- | ----- | ----- | ---------------- | ---------------- | --------------------- | --------------------- | ----- | ----- |
| Paris Saint-Germain "II" Francia  | 4.ª           | 2016-17       | 17    | 1     | —                | —                | —                     | —                     | 17    | 1     |
| Paris Saint-Germain "II" Francia  | 4.ª           | 2017-18       | 9     | 0     | —                | —                | —                     | —                     | 9     | 0     |
| Paris Saint-Germain "II" Francia  | 4.ª           | 2018-19       | 4     | 0     | —                | —                | —                     | —                     | 4     | 0     |
| Paris Saint-Germain "II" Francia  | Total club    | Total club    | 30    | 1     | 0                | 0                | 0                     | 0                     | 30    | 1     |
| Paris Saint-Germain F. C. Francia | 1.ª           | 2018-19       | 2     | 0     | 1                | 0                | 0                     | 0                     | 3     | 0     |
| Paris Saint-Germain F. C. Francia | Total club    | Total club    | 2     | 0     | 1                | 0                | 0                     | 0                     | 3     | 0     |
| Red Bull Salzburgo · Austria      | 1.ª           | 2018-19       | 3     | 0     | 0                | 0                | 0                     | 0                     | 3     | 0     |
| Red Bull Salzburgo · Austria      | 1.ª           | 2019-20       | 10    | 0     | 3                | 0                | 2                     | 0                     | 15    | 0     |
| Red Bull Salzburgo · Austria      | 1.ª           | 2020-21       | 19    | 1     | 3                | 0                | 3                     | 0                     | 25    | 1     |
| Red Bull Salzburgo · Austria      | 1.ª           | 2021-22       | 17    | 0     | 4                | 0                | 0                     | 0                     | 21    | 0     |
| Red Bull Salzburgo · Austria      | 1.ª           | 2022-23       | 2     | 0     | 0                | 0                | 0                     | 0                     | 2     | 0     |
| Red Bull Salzburgo · Austria      | Total club    | Total club    | 51    | 1     | 10               | 0                | 5                     | 0                     | 66    | 1     |
| F. C. Lausana-Sport · Suiza       | 2.ª           | 2022-23       | 17    | 1     | 0                | 0                | —                     | —                     | 17    | 1     |
| F. C. Lausana-Sport · Suiza       | 1.ª           | 2023-24       | 37    | 1     | 3                | 1                | —                     | —                     | 40    | 2     |
| F. C. Lausana-Sport · Suiza       | 1.ª           | 2024-25       | 16    | 1     | 2                | 1                | —                     | —                     | 18    | 2     |
| F. C. Lausana-Sport · Suiza       | Total club    | Total club    | 70    | 3     | 5                | 2                | 0                     | 0                     | 75    | 5     |
| Hellas Verona F. C. · Italia      | 1.ª           | 2024-25       | 14    | 1     | —                | —                | —                     | —                     | 14    | 1     |
| Hellas Verona F. C. · Italia      | Total club    | Total club    | 14    | 1     | 0                | 0                | 0                     | 0                     | 14    | 1     |
| Total carrera                     | Total carrera | Total carrera | 167   | 6     | 16               | 2                | 5                     | 0                     | 188   | 8     |

## Palmarés

### Campeonatos nacionales
| Título               | Club                | País    | Año  |
| -------------------- | ------------------- | ------- | ---- |
| Supercopa de Francia | Paris Saint-Germain | Francia | 2018 |
| Ligue 1              | Paris Saint-Germain | Francia | 2019 |
| Bundesliga           | Red Bull Salzburgo  | Austria | 2019 |
| Copa de Austria      | Red Bull Salzburgo  | Austria | 2020 |
| Bundesliga           | Red Bull Salzburgo  | Austria | 2020 |
| Copa de Austria      | Red Bull Salzburgo  | Austria | 2021 |
| Bundesliga           | Red Bull Salzburgo  | Austria | 2021 |
| Bundesliga           | Red Bull Salzburgo  | Austria | 2022 |
| Copa de Austria      | Red Bull Salzburgo  | Austria | 2022 |